# Tigre du poirier
Stephanitis pyri
Espèce
Le tigre du poirier (Stephanitis pyri), est une espèce d'insectes hémiptères de la famille des Tingidae, originaire de l'Ancien Monde. Ce petit insecte, à l'aspect d'une punaise aux ailes réticulées, est un ravageur des poiriers, mais aussi des cognassiers, des pommiers, des châtaigniers et de l'aubépine.

## Description
Les adultes mesurent de 3 à 4 mm de long. Ils sont de couleur brunâtre, avec des ailes transparentes réticulées portant des taches brunes.

## Répartition
L'aire de distribution du tigre du poirier recouvre l'Europe méridionale et centrale, l'Afrique du Nord, l'Asie mineure et le Moyen-Orient,et s'étend vers l'est jusqu'en Asie centrale et en Sibérie occidentale.

Stephanitis pyri, le Tigre du poirier
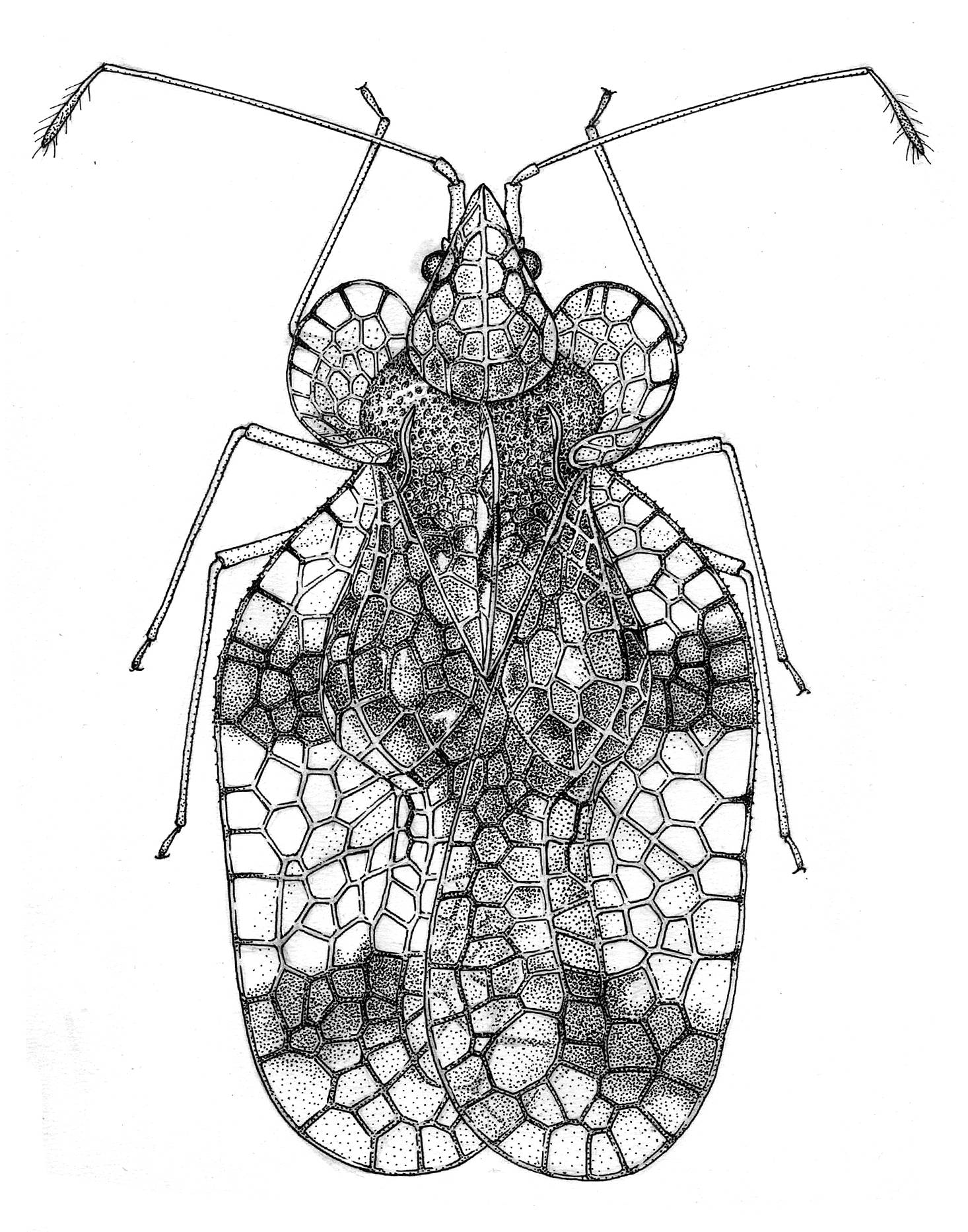
dessin du Musée d'histoire naturelle de l'université d'Oxford
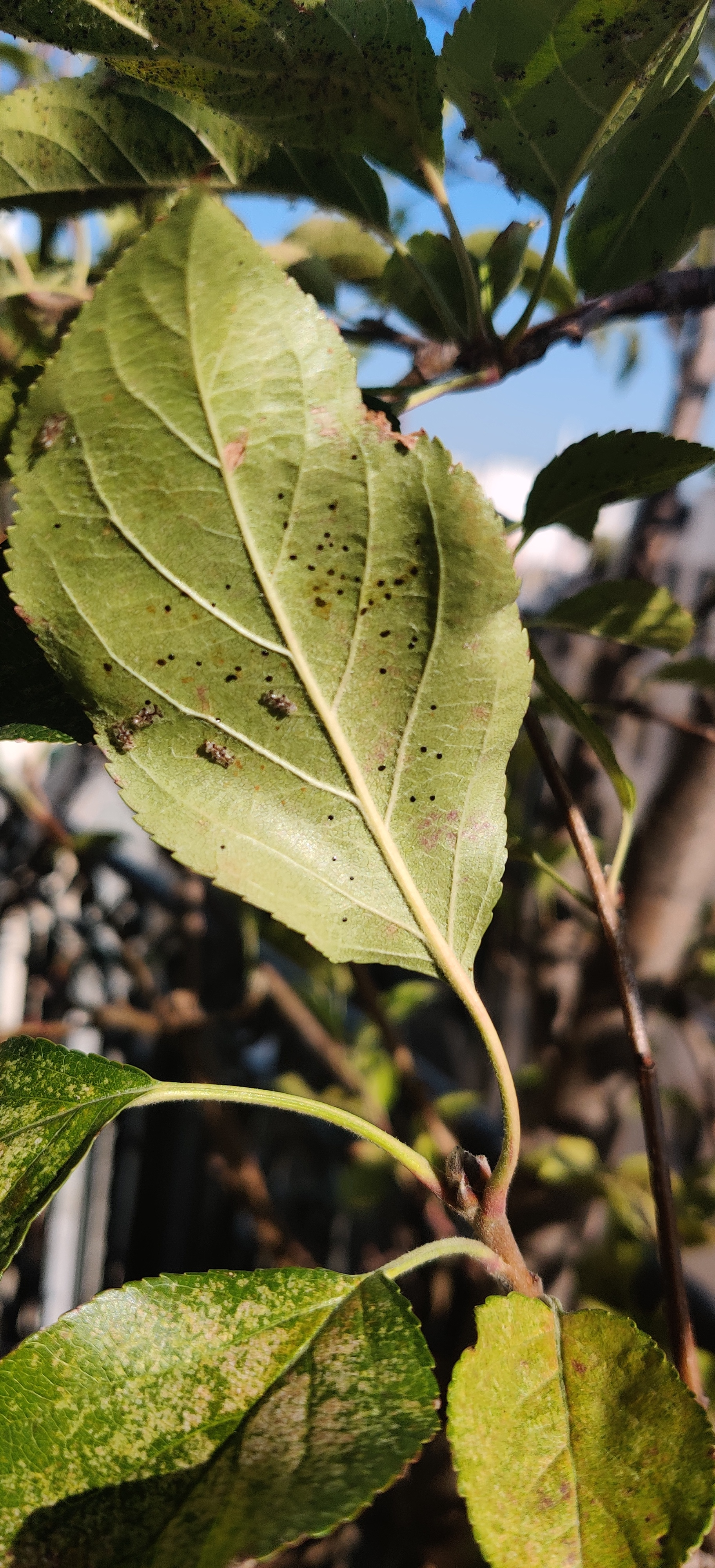
Sur un pommier (Paris)
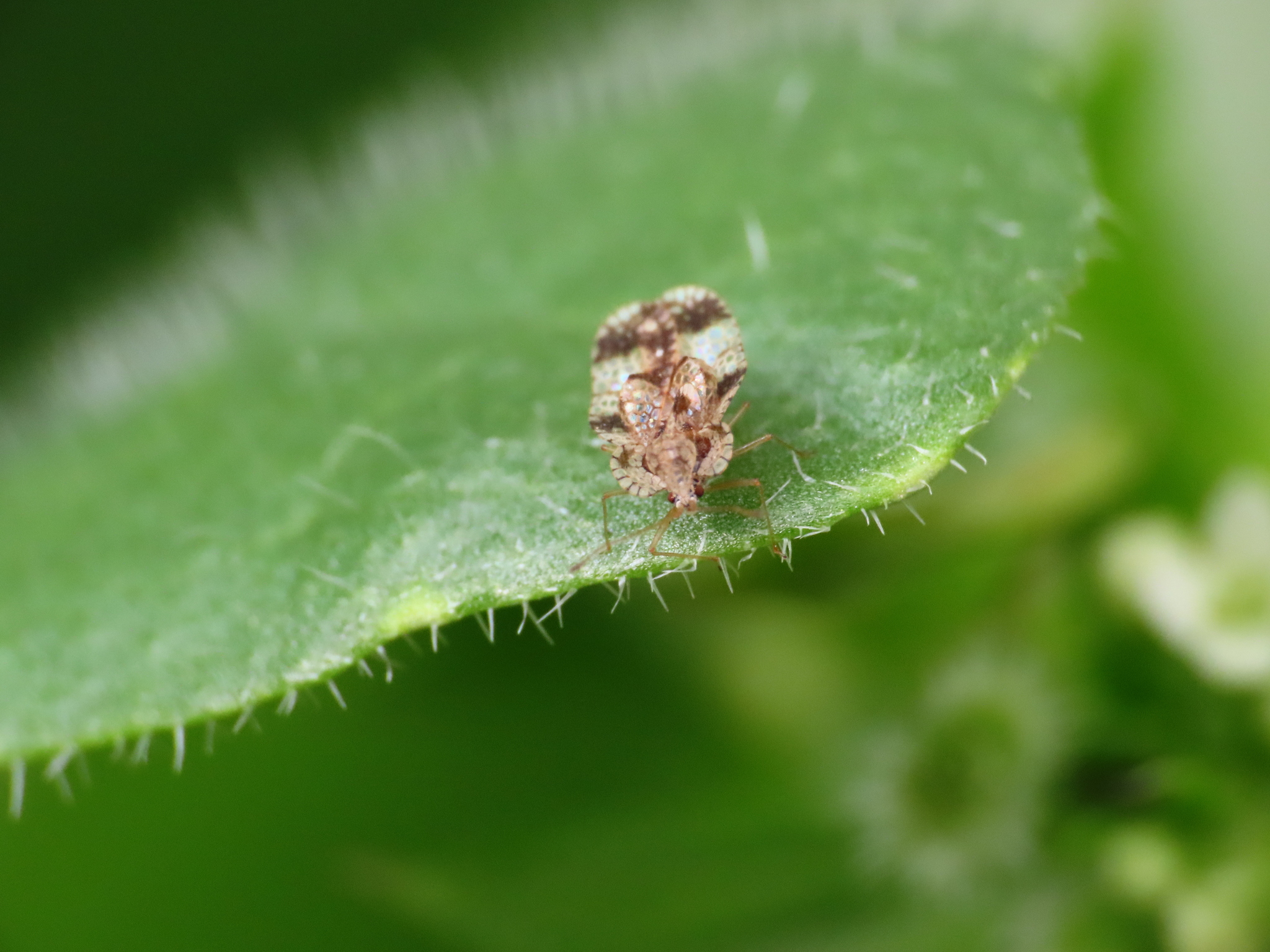
Émilie-Romagne ,Italie